# Митьково (Можайский район)
Митько́во — деревня в Можайском районе Московской области, в составе городского поселения Уваровка. Численность постоянного населения по Всероссийской переписи 2010 года — 18 человек, в деревне числится 1 улица. До 2006 года Митьково входило в состав Колоцкого сельского округа.
Деревня расположена в центральной части района, у истока малой речки Горнешня, правого притока реки Колочь, примерно в 5 км к юго-востоку от пгт Уваровка, высота центра над уровнем моря 227 м. Ближайшие населённые пункты — примыкающее с запада Копытово и Суконниково в 1,5 км на северо-восток.